# Izabella Miko
Izabella Miko, född som Izabella Anna Mikołajczak den 21 januari 1981 i Łódź i Polen, är en polsk skådespelare, dansare, filmproducent, och miljöaktivist. Hon är bland annat känd för att spela rollen som Cammie i filmen Coyote Ugly från 2000, samt för att medverka i musikgruppen The Killers musikvideos till låtarna "Mr. Brightside" och "Miss Atomic Bomb". Hon medverkar också i filmen The Forsaken från 2001, där hon spelar rollen som Megan.
Miko reste som femtonåring till New York, dit hon hade rekryterats för att studera på New York City Ballet. Hon medverkar, förutom i Coyote Ugly och The Forsaken, även i andra film- och TV-produktioner, såsom Deadwood, Chicago Fire, Save the Last Dance 2, Make Your Move, och Step Up: All In.

## Filmografi (i urval)

### Filmer
- 2000 – Coyote Ugly
- 2001 – The Forsaken
- 2006 – Save the Last Dance 2
- 2010 – Clash of the Titans
- 2011 – Age of Heroes
- 2013 – Make Your Move
- 2014 – Step Up: All In
- 2014 – Desert Dancer (producent)

### TV-serier
- 2005 – Deadwood (TV-serie)
- 2011 – Law & Order: Special Victims Unit (TV-serie)
- 2014 – Supernatural (TV-serie)
- 2014 – Anger Management (TV-serie)
- 2015 – Blue Bloods (TV-serie)
- 2015 – Scorpion (TV-serie)
- 2015 – Chicago Fire (TV-serie)
- 2017 – The Mick (TV-serie)
- 2018 – Criminal Minds (TV-serie)
- 2020 – Hunters (TV-serie)
- 2020 – NCIS: Los Angeles (TV-serie)
- 2022 – The Flight Attendant (TV-serie)
- 2022 – NCIS: Hawaiʻi (TV-serie)